# Zajícův dub
Zajícův dub je památný strom, který roste v lánské oboře. Je památný v historickém smyslu, ochrana v souladu se zákonem č. 114/1992 Sb. vyhlášena nebyla (chráněný je jako součást CHKO Křivoklátsko). Zmiňuje jej už Alois Jirásek v 80. letech 19. století.

## Základní údaje
- název: Zajícův dub
- věk: přes 800 let (podle pověstí)

Strom roste zhruba 220-230 metrů JJZ od kóty 432 m n. m. (přesně mezi kótami 432 a 428 m n. m.) ve stejnojmenné oblasti.

## Historie a pověsti
Pověst o Zajícově dubu literárně zpracoval Alois Jirásek v románu Mezi proudy. Je zasazena do doby, kdy Jan Lucemburský (poté co 31. srpna 1310 oficiálně získal České země) vyhnal Němce v čele s Jindřichem Korutanským z Prahy. Němci při ústupu rabovali, vypalovali vesnice a drancovali. Když se pan Vilém Zajíc z Valdeka dozvěděl, že jedna významná skupina korutanských s českými zajatci prchá západním směrem z Prahy, přichystal se a v křivoklátských lesích je obklíčil. Někteří jako pomstu ještě masakrovali české zajatce, a tak – když byli v Klíčavském luhu dopadeni – 13 nejhorších Vilém Zajíc nechal oběsit na starém dubu.
Podle jiné verze pověsti věšel na starém dubu správce královských lesů Zajíc dopadené pytláky.

## Další zajímavosti
Dubu byl věnován prostor v pořadu České televize Paměť stromů, konkrétně v dílu č. 3, Slovanská lípa versus germánský dub.

## Památné a významné stromy v okolí
- Dohodový dub
- Ploskovská kaštanka